# Philippe Aghion
Pour les articles homonymes, voir Aghion.
Philippe Aghion, né le 17 août 1956 à Paris, est un économiste français post-schumpétérien, et professeur au Collège de France, à l'INSEAD et à la London School of Economics. Il est à l'origine, avec Peter Howitt, du développement de la théorie de la croissance schumpétérienne en sciences économiques, un canon dans l'étude jointe des dynamiques de croissance agrégée et de l'innovation réalisée par des firmes hétérogènes. 
Il a enseigné à l'université Harvard, à University College London et à Nuffield College, Oxford. Il est depuis octobre 2015 professeur au Collège de France. Il est également membre du Cercle des économistes et associé à PSE - École d'économie de Paris et depuis 2023 co-président du Comité de l'intelligence artificielle générative.

## Biographie

### Jeunesse et études
Philippe Aghion est le fils de Raymond Aghion (Alexandrie, 1921 - Paris, 2009) militant communiste et propriétaire d'une galerie d'art,, et de Gaby Aghion, styliste de prêt-à-porter de luxe et fondatrice de la maison de mode Chloé.
Ancien élève de l'École normale supérieure de Cachan (section mathématiques, 1976-1980), il poursuit des études de mathématiques appliquées en économie à l'université Paris I où il obtient successivement un DEA en 1981 puis un doctorat de 3e cycle en 1983. Il reçoit un doctorat en économie de l'université Harvard en 1987,.

### Parcours professionnel
Dès l'obtention de son doctorat en économie, Philippe Aghion est recruté comme professeur assistant au MIT (1987-1989). En 1989, il retourne en France pour être nommé chargé de recherche au CNRS. En 1990, il quitte cette fonction pour devenir économiste à la BERD, poste qu'il conserve jusqu'en 1992.
En 1992, Philippe Aghion est nommé fellow au Nuffield College de l'université d'Oxford. Il y enseigne jusqu'en 1996, date à laquelle il est nommé professeur d'économie au University College de Londres. Il y reste jusqu'en 2002. 
En 2002, il est nommé Robert C. Waggoner Professor of Economics à l'université d'Harvard. Il quitte ce poste en 2015, lorsqu'il est nommé à la chaire « Économie des institutions, de l'innovation et de la croissance » au Collège de France, où il crée le Farhi Innovation Lab. Il est parallèlement Centennial Professor à la London School of Economics,et enseigne à la Paris School of Economics. 

### Autres fonctions
Il a été membre du Conseil d'analyse économique (CAE) et a fait partie de la Commission pour la libération de la croissance française, dite Commission Attali, dont le rapport a été rendu le 23 janvier 2008 au président Nicolas Sarkozy. Il était l'un des conseillers en économie de François Hollande.
Depuis 2023, il est co-président du Comité de l'intelligence artificielle générative.

### Distinctions
Philippe Aghion a reçu, entre autres, le prix Yrjo Jahnsson du meilleur économiste européen de moins de 45 ans en 2001, le prix John Von Neumann en 2009 et le BBVA Frontiers of Knowledge Awardavec Peter Howitt en 2020 pour avoir développé "une théorie de la croissance économique via l'innovation qui repose sur le processus de destruction créatrice".  

## Prises de position
Lors de l'élection présidentielle française de 2012, il signe l'appel des économistes en soutien du candidat François Hollande en raison de « la pertinence des options [proposées], en particulier pour ce qui concerne la reprise de la croissance et de l'emploi ». Lors de celle de 2017, il apporte son soutien à Emmanuel Macron.

## Distinctions
- 2006 : Médaille d'argent du CNRS[14]
- 2021 : Docteur honoris causa de l'université de Liège[15]

## Ouvrages

### Livres
- (en) Endogenous Growth Theory avec Peter Howitt, Cambridge, MIT Press, 1998
- (en) Handbook of Economic Growth, Elsevier, 2005
- L’Économie de la croissance, Paris, Economica, 2010
- Repenser l'État avec Alexandra Roulet, Paris, Le Seuil, 2011
- Changer de modèle avec Gilbert Cette et Elie Cohen, Paris, Odile Jacob, avril 2014
- Repenser la croissance économique, Paris, Fayard, 2016
- Le Pouvoir de la destruction créatrice, avec Céline Antonin et Simon Bunel, Paris, Odile Jacob, 2020

### Rapports
- « Éducation et croissance », Conseil d'analyse économique, La Documentation française, 2004 (avec Élie Cohen);
- « Mondialisation, les atouts de la France », Conseil d'analyse économique, La Documentation française, 2007 (avec Patrick Artus, Élie Cohen et Daniel Cohen);
- « Les leviers de la croissance française » Conseil d'analyse économique, La Documentation française, 2007 (avec Élie Cohen, Gilbert Cette, et Jean Pisani-Ferry);
- « L'excellence universitaire : leçons des expériences étrangères », MESR, La Documentation française, 2010. 
  - 1ère partie du Rapport de la mission Aghion, 26 Janvier 2010, 50 pages (rapport officiel)
  - 2ème partie, 12 Juillet 2010, 59 pages (rapport officiel).